# 李思田
李思田（1934年11月—），男，河北高阳人，中国煤田地质与勘探专家，曾任中国地质大学教授、博士生导师。